# ドナルドのずる休み
『ドナルドのずる休み』（ドナルドのずるやすみ）または『ドナルドとサボ学生』（ドナルドとさぼがくせい、原題：Truant Officer Donald）は、ウォルト・ディズニー・プロダクション（現：ウォルト・ディズニー・カンパニー）が製作した1941年8月1日公開のアニメーション短編映画作品。ドナルドダック・シリーズの第31作である。

## あらすじ
ヒューイ、デューイ、ルーイは学校にも行かずに通学路のそばにある池で水浴びをしていた。しかし、それに顔をしかめる者がいた。無断欠席生徒補導員を務めるドナルドはなんとしても3人を学校へ行かせようと躍起になっていた。
ドナルドはなんとか3人を捕まえ、学校へ行って勉強することがどれほど大切なものなのかを指導しながら学校のほうへと向かって行く。しかし、3人のほうは隙を突いて脱走。それに気付いたドナルドも後を追いかけるが、彼らはすんでのところで海賊の小屋に立て篭もってしまった。手こずりながらもようやく3人を捕まえ直し、学校に連れていくドナルドだったが、実は夏休み中だったために、ドナルドは3人に睨まれ、小さくなってしまうのだった。

## スタッフ
- 製作：ウォルト・ディズニー
- 監督：ジャック・キング
- 脚本：カール・バークス、ジャック・ハンナ
- 作画：ポール・アレン、ジム・アームストロング、エド・ラヴ、レイ・パターソン、アンディ・イングマン
- エフェクト：アート・フィッツパトリック

## キャスト
| キャラクター   | 原語版               | 旧吹き替え版 | 新吹き替え版 |
| -------------- | -------------------- | ------------ | ------------ |
| ドナルドダック | クラレンス・ナッシュ | 関時男       | 山寺宏一     |
| ヒューイ       | クラレンス・ナッシュ | 土井美加     | 坂本千夏     |
| デューイ       | クラレンス・ナッシュ | 後藤真寿美   | 坂本千夏     |
| ルーイ         | クラレンス・ナッシュ | 下川久美子   | 坂本千夏     |
| ナレーション   | -                    | 江原正士     | -            |

## 日本での公開

### 収録
- 『ディズニーのオールスター大行進』（VHS・LD、旧吹き替え版）
- 『夢と魔法の宝石箱 それゆけドナルド』（VHS、バンダイ、旧吹き替え版。「ドナルドのサボ学生」の名で収録）
- 『ドナルドダック・クロニクル Vol.1 限定保存版』（DVD、ブエナ ビスタ ホーム エンターテイメント、新吹き替え版）